# Rally-VM 2007
Rally-VM 2007 var den 35:e upplagan av FIA:s världsmästerskap i rally. Rally-VM 2007 avgjordes i 16 deltävlingar med start 18 januari och avslutning 2 december. Sébastien Loeb, Frankrike blev slutsegrare.

## Slutresultat
| Placering | Nation | Förare             | Bil     | Poäng |
| --------- | ------ | ------------------ | ------- | ----- |
| 1         |        | Sébastien Loeb     | Citroën | 116   |
| 2         |        | Marcus Grönholm    | Ford    | 112   |
| 3         |        | Mikko Hirvonen     | Ford    | 99    |
| 4         |        | Dani Sordo         | Citroën | 65    |
| 5         |        | Petter Solberg     | Subaru  | 47    |
| 6         |        | Henning Solberg    | Ford    | 34    |
| 7         |        | Chris Atkinson     | Subaru  | 31    |
| 8         |        | Jari-Matti Latvala | Ford    | 30    |

## Deltävlingar

### Monte Carlo-rallyt18–20 januari 2007
För 75:e året kördes Monte Carlo-rallyt. Nytt för 2007 var en ändrad bansträckning med Valence som huvudort för service. Ändringen ledde till att inga sträckor behövde strykas av säkerhetsskäl. När tävlingen startade drog Citroënförarna Loeb och Sordo ifrån och dominerade första dagen som genomfördes utan snö på vägarna. Därefter bevakade de ledningen och Loeb tog hem årets första rally.

#### Resultat
1. Sebastien Loeb , Citroën C4 WRC, 3.10.27.4
2. Daniel Sordo,Citroën C4 WRC, + 38.2 s
3. Marcus Grönholm, Ford Focus WRC 06, + 1.22.8

### Svenska Rallyt8–11 februari 2007
Årets vinterrally präglades av snö och några minusgrader. Loeb som startade först hämmades inledningsvis av att tvingas spåra, men kom starkt igen under de sista specialsträckorna på fredagen. Under lördagen kunde dock Marcus Grönholm rycka åt sig en stor ledning som han försvarade under söndagen. Bäste hemmaförare blev Daniel Carlsson på femte plats.

#### Resultat
1. Marcus Grönholm, Ford Focus WRC 06, 3.08.40.7
2. Sebastien Loeb, Citroën C4 WRC, + 53.8 s.
3. Mikko Hirvonen FIN Ford Focus WRC 06, + 1.43.5

### Rally Norway16–18 februari
För första gången kördes ett WRC-rally i Norge. Tävlingen gick i området kring Hamar och Kongsvinger med Hamar som centralort för service. Det blev ett vinterrally med höga snövallar där Fordförarna Mikko Hirvonen och Marcus Grönholm slogs om segern med Sébastien Loeb. På lördagen körde Loeb av och tappade 8 minuter varfter Hirvonen kunde vinna knappt. Norges Henning Solberg tog tredjeplatsen före sin bror Petter.

#### Resultat
1. Mikko Hirvonen, Ford Focus WRC 06, 3.28.17.0
2. Marcus Grönholm, Ford Focus WRC 06, + 9.5 s.
3. Henning Solberg, Ford Focus WRC 06  + 3.44.5

### Rally Mexico9–11 mars 2007
För fjärde året arrangerades en deltävling i Rally-VM i Mexiko. Det var säsongens första grusrally. Petter Solberg inledde starkt och vann de tre första specialsträckorna men fick bryta med tekniska problem inför SS6, vilket gav Loeb en stor ledning som han kunde bevaka under de följande dagarna.

#### Resultat
1. Sebastien Loeb, Citroën C4 WRC, 3.48.13.3
2. Marcus Grönholm FIN Ford Focus WRC 06, + 55.8 s.
3. Mikko Hirvonen FIN Ford Focus WRC + 1:28.6

### Rally Portugal30 mars - 1 april
Portugals VM-rally kördes 1973-2001 i trakten av Porto. 2007 års upplaga går på grusvägar i Algarve med Vilamoura som centralort. Tävlingen blev en hård kamp mellan Grönholm och Loeb. På de leriga vägarna under lördagen vinner Loeb samtliga specialsträckor och kan kontrollera fältet på söndagen. Ford fick regelproblem. En sidruta var inte homologiserad enligt reglerna och fordförarna fick fem minuters tidstillägg. Därmed förlorade Grönholm andraplatsen och blev istället fyra i rallyt.

### Resultat
1. Sebastien Loeb, Citroën C4 WRC, 3.53.33.1
2. Petter Solberg NOR Subaru Impreza WRC 07, + 3:13.9
3. Daniel Sordo ESP Citroën Xsara WRC, + 5:05.4